# 洛宗河畔勒米伊
洛宗河畔勒米伊（法語：Remilly-sur-Lozon，法語發音：[ʁəmiji syʁ lozɔ̃]）是法国芒什省的一个旧市镇，属于圣洛区。2017年，洛宗河畔勒米伊和相邻的2个市镇为新市镇勒米伊莱马赖（Remilly-les-Marais）。

## 地理
洛宗河畔勒米伊（49°10'51"N, 1°15'25"W）面积9.56 平方千米，位于法国诺曼底大区芒什省，该省份为法国西北部沿海省份，西、北、东北三面环大西洋，东起顺时针与卡爾瓦多斯省、奧恩省、马耶讷省和伊勒-维莱讷省接壤。
与洛宗河畔勒米伊接壤的市镇（或旧市镇、城区）包括：特里布乌、莱尚德洛克、洛宗、马尔谢雪、勒梅尼勒厄里、勒梅尼勒维戈。
洛宗河畔勒米伊的时区为UTC+01:00、UTC+02:00（夏令时）。

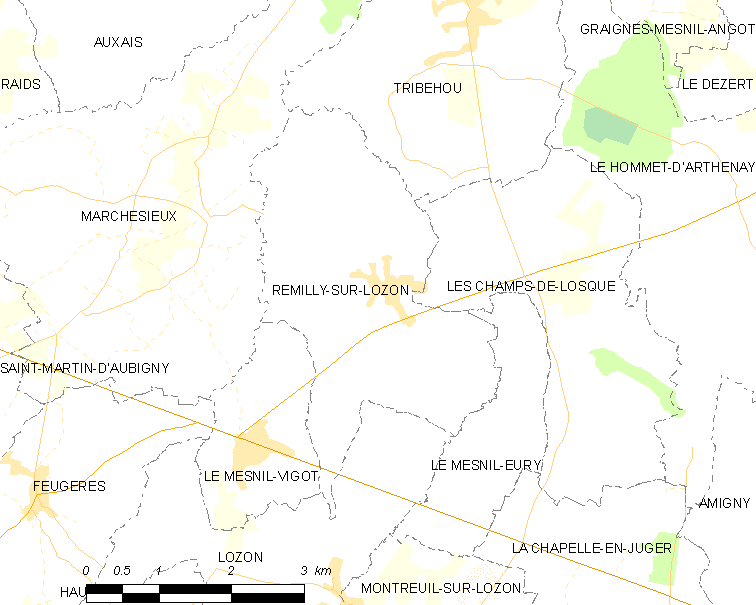
洛宗河畔勒米伊的OSM定位图

## 行政
洛宗河畔勒米伊的邮政编码为50570，INSEE市镇编码为50431。

## 政治
洛宗河畔勒米伊所属的省级选区为圣洛第一县。

## 人口

1962-2008年间洛宗河畔勒米伊人口变化图示

洛宗河畔勒米伊于2018年1月1日时的人口数量为662人。